# René Pollesch
René Pollesch (* 29. Oktober 1962 in Dorheim, Hessen; † 26. Februar 2024) war ein deutscher Dramatiker und Regisseur. Er galt als bedeutender Vertreter des postdramatischen Theaters in Deutschland. Die Texte seiner über zweihundert Inszenierungen schrieb er selbst, oft in Zusammenarbeit mit den jeweiligen Schauspielern. Von 2021 bis zu seinem Tod war er Intendant der Berliner Volksbühne am Rosa-Luxemburg-Platz.

## Leben
René Pollesch war Sohn von Romuald Pollesch, Maschinenschlosser und Hausmeister, und dessen Frau Emmi, Hausfrau und „eine Kultfigur in Dorheim“, wo Pollesch aufwuchs. Er besuchte das Burggymnasium Friedberg, wo er bereits in einer Theater-AG mitarbeitete. Von 1983 bis 1989 studierte er im ersten Jahrgang am Institut für Angewandte Theaterwissenschaft der Universität Gießen bei Andrzej Wirth und Hans-Thies Lehmann. Bei den Gastprofessoren Heiner Müller, George Tabori, Robert Wilson und John Jesurun war er an verschiedenen Projekten beteiligt. Nach verschiedenen Stationen an deutschen Theatern, unter anderem ab 1992 am Theater am Turm in Frankfurt am Main, und einer Phase der Arbeitslosigkeit zwischen 1992 und 1994 erhielt Pollesch 1996 ein Arbeitsstipendium am Royal Court Theatre in London. 1997 folgte ein Stipendium der Akademie Schloss Solitude in Stuttgart.
In der Spielzeit 1999/2000 war er Regisseur am Luzerner Theater, im Herbst 2000 am Deutschen Schauspielhaus in Hamburg. Von 2001 bis 2007 leitete er die kleine Spielstätte Prater der Volksbühne am Rosa-Luxemburg-Platz in Berlin. Parallel und danach fortsetzend schrieb er eigene Stücke und inszenierte sie unter anderem an den Münchner Kammerspielen, am Staatstheater Stuttgart, am Burgtheater in Wien und am Deutschen Theater Berlin. Im Mai 2012 wurde Pollesch als neues Mitglied in die Akademie der Künste (Sektion „Darstellende Kunst“) in Berlin aufgenommen. Im Juni 2019 wurde bekannt, dass Pollesch ab 2021 die Intendanz der Volksbühne Berlin übernehmen werde.
Für seine Arbeit wurde Pollesch mehrfach mit Preisen ausgezeichnet. So erhielt er 2001 und 2006 den mit 15.000 Euro dotierten Mülheimer Dramatikerpreis, 2009 außerdem den undotierten Publikumspreis. 2002 wurde er in der Kritikerumfrage der Zeitschrift Theater heute für die Prater-Trilogie zum besten deutschen Dramatiker gewählt. 2019 wurde ihm in Wien der mit 10.000 Euro dotierte Arthur-Schnitzler-Preis verliehen.
Pollesch lebte offen homosexuell und wohnte zuletzt in Berlin-Prenzlauer Berg. Seine letzte Premiere ja nichts ist ok musste wegen eines Krankenhausaufenthalts wegen Problemen am Herzen verschoben werden. Sie war für den 20. Januar 2024 geplant, fand aber erst am 11. Februar statt.
René Pollesch starb am Morgen des 26. Februar 2024 unerwartet im Alter von 61 Jahren. Die Beisetzung war am 16. April 2024 auf dem Alten Luisenstädtischen Friedhof in Berlin-Kreuzberg.

## Arbeitsweise
Pollesch galt als bedeutender Vertreter des postdramatischen Theaters in Deutschland und als einer der produktivsten Dramatiker seiner Zeit. Er hat über zweihundert Stücke geschrieben und uraufgeführt. Sie sind verhältnismäßig kurz und überschreiten selten eine Länge von 90 Minuten, eine Ausnahme ist etwa Je t’adorno (2010). Seine Texte entstanden in enger Zusammenarbeit mit den Schauspielern. Fiel ein Schauspieler aus, fand eine Aufführung üblicherweise nicht statt. Eine Ausnahme war Désirée Nick, die nach der Premiere von Telefavela 2004 für mehrere Monate an der Sendung Ich bin ein Star – Holt mich hier raus! teilnahm und deshalb umbesetzt wurde. In den Produktionen an der Volksbühne stand ab 2001 häufig die Souffleuse Tina Pfurr mit den Schauspielern auf der Bühne. Pollesch inszenierte seine Stücke meist selbst; Ausnahmen waren zwei Inszenierungen von Stefan Pucher 2003 und 2005. Pollesch war philosophisch unter anderem von Donna Haraway und Jean-Luc Nancy beeinflusst. Zu den Schauspielern, mit denen Pollesch häufig arbeitete, zählten Martin Wuttke, Fabian Hinrichs, Kathi Angerer und Sophie Rois. Simon Strauß schrieb nach seinem Tod in der FAZ: „Pollesch konnte das komische Register ziehen, er konnte bitterböse Pointen verfassen, rasante Dialoge schreiben, postdramatische Zeitenwenden grell bebildern. Aber was er vor allem konnte, war die angelesene Theorie wirkungsvoll auf die Bühne bringen.“

## Werke

### Theaterstücke
- 1999: Heidi Hoh
- 1999–2000: Java in a box 1–10
- 2000: Heidi Hoh arbeitet hier nicht mehr; JavaTM zeigt Gefühle; www-slums 1–7; Frau unter Einfluss
- 2001: Ufos & Interviews; www-slums 8, 9 & 10; Heidi Hoh 3 – Die Interessen der Firma können nicht die Interessen sein, die Heidi Hoh hat; Stadt als Beute (Volksbühne im Prater, Berlin; 2005 im Film Stadt als Beute adaptiert); Insourcing des Zuhause. Menschen in Scheisshotels; smarthouse
- 2002: Stadt als Beute 2; Sex (Volksbühne im Prater, Berlin); Der Kandidat (1980). Sie leben!; 24 Stunden sind kein Tag
- 2003: soylent green ist Menschenfleisch, sagt es allen weiter; freedom, beauty, truth & love – Das revolutionäre Unternehmen; Människor på skithotell (Riksteatern, Schweden); Splatterboulevard; Der Leopard von Singapur; Sex (São Paulo)
- 2004: Telefavela; Svetlana in a Favela; Pablo in der Plusfiliale; Hallo Hotel...!; Stadt ohne Eigenschaften
- 2004–2005: Prater-Saga: 1000 Dämonen wünschen dir den Tod; Two-Pence two-Pence und die Voodoothek; In diesem Kiez ist der Teufel eine Goldmine; Diabolo – Schade, daß er der Teufel ist; Die Magie der Verzweiflung
- 2005: Der okkulte Charme der Bourgeoisie bei der Erzeugung von Reichtum; Häuser gegen Etuis; Cappuccetto Rosso (Volksbühne am Rosa-Luxemburg-Platz, Berlin); Schändet eure neoliberalen Biographien! (Münchner Kammerspiele); Notti senza cuore – Life is the new hard! (Volksbühne Berlin); Menschen im Etui (Staatstheater Hannover)[27]
- 2006: Strepitolino – i giovanotti disgraziati (Volksbühne Berlin); Soylent green is money (Theatre Project Tokyo, Benisan Pit, Tokio); Wann kann ich endlich in einen Supermarkt gehn und kaufen was ich brauche allein mit meinem guten Aussehen? (Staatstheater Stuttgart); L’affaire Martin! Occupe-toi de Sophie! Par la fenetre, Caroline! Le marriage de Spengler. Christine est en avance. (Volksbühne Berlin); Das purpurne Muttermal (Burgtheater, Wien)
- 2007: Tod eines Praktikanten (Volksbühne Berlin); Solidarität ist Selbstmord (Münchner Kammerspiele); Ragazzo dell’Europa (TR Warszawa, Warschau); РРШ/Rollende Road Schau (Druzba 1, The Lake/Sofia); Liebe ist kälter als das Kapital (Staatstheater Stuttgart); Diktatorengattinnen I (Volksbühne Berlin); Die Welt zu Gast bei reichen Eltern (Thalia Theater, Hamburg); Hallo Hotel Nachtportier (Volksbühne Berlin); Seid hingerissen von euren tragischen Verhältnissen (Universität der Künste, Berlin)
- 2008: Darwin-Win & Martin Loser-Drag King & Hygiene auf Tauris (Volksbühne Berlin); Tal der fliegenden Messer (Mülheim/Volksbühne Berlin); Fantasma (Burgtheater, Wien)
- 2009: Du hast mir die Pfanne versaut, du Spiegelei des Terrors (Volksbühne Berlin); Ping Pong d’Amour (Münchner Kammerspiele); Ein Chor irrt sich gewaltig (Volksbühne Berlin); Wenn die Schauspieler mal einen freien Abend haben wollen, übernimmt Hedley Lamarr (Staatstheater Stuttgart); JFK (Thalia Theater, Hamburg), Cinecittà Aperta (Mülheim/Volksbühne Berlin); Calvinismus Klein (Schauspielhaus Zürich)
- 2010: Ich schau dir in die Augen, gesellschaftlicher Verblendungszusammenhang! (Volksbühne Berlin); Mädchen in Uniform – Wege aus der Selbstverwirklichung (Deutsches Schauspielhaus, Hamburg); Peking-Opel (Akademietheater, Wien), Der perfekte Tag (Volksbühne Berlin); Drei Western (Staatstheater Stuttgart); Sozialistische Schauspieler sind schwerer von der Idee eines Regisseurs zu überzeugen (Schauspiel Frankfurt); XY Beat (Münchner Kammerspiele)
- 2011: Schmeiß Dein Ego weg! (Volksbühne Berlin); Was du auch machst, mach es nicht selbst (Stadttheater Freiburg); Fahrende Frauen (Schauspielhaus Zürich); Die Kunst war viel populärer, als ihr noch keine Künstler wart! (Volksbühne Berlin); Jackson Pollesch (TR Warszawa, Warschau); Die Liebe zum Nochniedagewesenen (Akademietheater, Wien)
- 2012: Kill your Darlings! Streets of Berladelphia (Volksbühne Berlin); Wir sind schon gut genug! (Schauspiel Frankfurt); Eure ganz großen Themen sind weg (Münchner Kammerspiele); Neues vom Dauerzustand (Deutsches Schauspielhaus, Hamburg); Don Juan (Volksbühne Berlin); Macht es für euch! (Schauspielhaus Zürich)
- 2013: KapiTal der Puppen (Staatsschauspiel Dresden); Revolver der Überschüsse (Schauspiel Stuttgart); Der General (Volksbühne Berlin); Glanz und Elend und der Kurtisanen (Volksbühne Berlin); Cavalcade or Being a Holy Motor (Akademietheater, Wien); Gasoline Bill (Münchner Kammerspiele)
- 2014: Herein! Herein! Ich atme euch ein! (Schauspielhaus Zürich); Je t’adorno (Schauspiel Frankfurt); House for Sale (Volksbühne Berlin); Du weißt einfach nicht, was die Arbeit ist (Staatstheater Stuttgart); Rocco Darsow (Deutsches Schauspielhaus, Hamburg)
- 2015: Von einem der auszog, weil er sich die Miete nicht mehr leisten konnte (Volksbühne Berlin, mit Dirk von Lowtzow); Love/No Love (Schauspielhaus Zürich); Keiner findet sich schön (Volksbühne Berlin); Service/No service (Volksbühne Berlin)[28]
- 2016: Bühne frei für Mick Levčik (Schauspielhaus Zürich)[29]; I love you, but I’ve chosen Entdramatisierung (Volksbühne Berlin)[30]; Stadion der Weltjugend (Staatstheater Stuttgart); Diskurs über die Serie und Reflexionsbude (Es beginnt erst bei drei), die das qualifiziert verarscht werden great again gemacht hat etc. Kurz: Volksbühnen-Diskurs. Teil 1: Ich spreche zu den Wänden, Teil 2: Es beginnt erst bei Drei. (Volksbühne Berlin)[31]
- 2017: High (du weißt wovon) (Schauspielhaus Zürich)[32]; Ich kann nicht mehr (Deutsches Schauspielhaus, Hamburg)[33]; Carol Reed (Akademietheater, Wien)[34]; Diskurs über die Serie und Reflexionsbude (Es beginnt erst bei Drei), die das qualifiziert verarscht werden great again gemacht hat etc. Kurz: Volksbühnen-Diskurs, Teil 3: Dark Star (Volksbühne Berlin)[35]; Was hält uns zusammen wie ein Ball die Spieler einer Fußballmannschaft? (Schauspiel Stuttgart)[36][37]
- 2018: Hello, Mister MacGuffin! (Schauspielhaus Zürich);[38] Cry Baby (Deutsches Theater, Berlin);[39] Ich weiss nicht, was ein Ort ist, ich kenne nur seinen Preis (Manzini-Studien) (Schauspielhaus Zürich)[40]
- 2019: Black Maria (Deutsches Theater, Berlin);[41] Probleme Probleme Probleme (Deutsches Schauspielhaus, Hamburg);[42] Deponie Highfield (Burgtheater, Wien);[43] (Life on earth can be sweet) Donna (Deutsches Theater, Berlin); Glauben an die Möglichkeit der völligen Erneuerung der Welt (Friedrichstadt-Palast, Berlin, mit Fabian Hinrichs)[44]
- 2020: Passing. It’s so easy, was schwer zu machen ist (Münchner Kammerspiele);[45] Melissa kriegt alles (Deutsches Theater, Berlin);[46] Take the Villa and run! (Staatstheater Nürnberg)[47][48]
- 2021: Goodyear (Deutsches Theater Berlin);[49] Die Gewehre der Frau Kathrin Angerer (Wiener Festwochen);[50] Aufstieg und Fall eines Vorhangs und sein Leben dazwischen (Volksbühne Berlin);[51] J'accuse (Deutsches Schauspielhaus Hamburg);[52] Herr Puntila und das Riesending in Mitte (Volksbühne Berlin)[53]
- 2022: Geht es Dir gut? (Volksbühne Berlin);[54] Liebe, einfach außerirdisch (Deutsches Theater Berlin);[55] Und jetzt? (Volksbühne Berlin)[56]
- 2023: Mein Gott, Herr Pfarrer! (Volksbühne Berlin);[57][58] Fantômas (Volksbühne Berlin)[59]
- 2024: ja nichts ist ok (Volksbühne Berlin)[60]

### Oper
- 2010: Metanoia. Über das Denken hinaus, UA am 3. Oktober 2010 im Ausweichquartier der Staatsoper Berlin im Schillertheater; Musik: Jens Joneleit, Inszenierung: Christoph Schlingensief, Dirigent: Daniel Barenboim[61]

### Bücher und Texte
- Wohnfront 2001–2002. Hrsg. von Bettina Masuch / Volksbühne Berlin. Alexander Verlag, Berlin 2002.
- www-slums. Hrsg. von Corinna Brocher. Rowohlt TB, Reinbek 2003.
- 24 Stunden sind kein Tag. Synwolt, Berlin 2003.
- Zeltsaga – Polleschs Theater 2003/2004. Lenore Blievernicht (Hrsg.). Synwolt, Berlin 2004.
- Prater-Saga. Hrsg. von Aenne Quiñones / Volksbühne Berlin. Alexander Verlag, Berlin 2005, ISBN 978-3-89581-149-4.
- Die Überflüssigen. Hrsg. Volksbühne Berlin / Malte Ubenauf. Alexander Verlag, Berlin 2007. (Der Band enthält Beiträge von und über René Pollesch.)
- Requiem fürs Programmheft. Nachruf auf Baudrillard. In: Theater heute, Heft 4, April 2007, S. 1–3.
- Liebe ist kälter als das Kapital. Hrsg. von Corinna Brocher, Aenne Quinones. Rowohlt TB, Reinbek bei Hamburg 2009.
- Kill Your Darlings. Hrsg. von Nils Tabert. Rowohlt TB, Reinbek bei Hamburg 2014, ISBN 978-3-499-26758-1.
- Ich brauche das Drama. In: Carl Hegemann: Identität und Selbst-Zerstörung. Alexander Verlag, Berlin 2017, ISBN 978-3-89581-445-7.

### Filme
- 1997: Ich schneide schneller (ZDF/Das kleine Fernsehspiel)
- 2003: 24 Stunden sind kein Tag (3sat/ZDFtheaterkanal)
- 2016: Bad Decisions[62]
- 2017: Niagara[63]

### Hörspiele
- Heidi Hoh (DLR/WDR 2000)
- Heidi Hoh arbeitet hier nicht mehr (DLR 2001)
- Heidi Hoh 3. Die Interessen der Firma können nicht die Interessen sein, die Heidi Hoh hat (DLR 2002)
- Tod eines Praktikanten (DLR 2007)

## Auszeichnungen
- 2001: Mülheimer Dramatikerpreis für world wide web-slums
- 2006: Mülheimer Dramatikerpreis für Cappuccetto Rosso in der Inszenierung der Volksbühne Berlin und der Salzburger Festspiele
- 2007: Nestroy-Theaterpreis für Das purpurne Muttermal[5][6]
- 2009: Publikumspreis des Mülheimer Dramatikerpreises für Fantasma
- 2012: Else-Lasker-Schüler-Dramatikerpreis für sein dramatisches Gesamtwerk[6]
- 2019: Arthur-Schnitzler-Preis